# Антаманов, Майк
Ма́йк Антама́нов (урождённый Михаи́л Ю́рьевич Антама́нов, англ. Mike Antamanov; род. 27 апреля 1987, Красноярск) — новозеландский игрок в мини-футбол, вратарь. Выступает за сборную Новой Зеландии. Победитель двух Кубков наций ОФК (2022, 2023). Лучший игрок в мини-футбол в Новой Зеландии 2021 года.

## Биография

### Карьера в России
Родился в Красноярске. Начал играть в мини-футбол, будучи школьником. Первый тренер — учитель физкультуры Евгений Кириллов. Затем играл в клубе «Авангард» у Евгения Заморина.
В студенческие годы представлял Сибирский федеральный университет на универсиадах. Провел несколько матчей в большом футболе, защищая ворота «Рассвета» в чемпионате Красноярского края. Затем перевелся в Красноярский государственный педагогический университет, где его заметили тренеры футзального «Енисея ГХК».
В железногорской команде играл до 2010 года. Участвовал в чемпионате мира среди работников атомной промышленности и энергетики, который прошёл в Мадриде, и стал его победителем. Один день работал на хранилище ядерных отходов и некоторое время числился учителем физики в школе.
В 2010 году завершил карьеру и переехал в Москву. Спустя некоторое время эмигрировал в Новую Зеландию по совету друга.

### Карьера в Новой Зеландии
В Новой Зеландии Антаманов вернулся к постоянным тренировкам, пусть и в свободное время. Защищал цвета клубов «Ист Кост Бэйс» и «Форрест Хилл Милфорд». В 2016 году он начал играть в Национальной лиге Новой Зеландии за «Окленд». Трижды признавался лучшим вратарём чемпионата Новой Зеландии по мини-футболу. Играя в местной лиге, Антаманов не получает заработную плату. В Новой Зеландии работал учителем естествознания в школе.
По итогам 2021 года был признан лучшим мини-футбольным игроком Новой Зеландии. Успехи российского вратаря привлекли внимания тренерского штаба сборной Новой Зеландии. Благодаря помощи Футбольной ассоциации Новой Зеландии он получил гражданство и разрешение от ФИФА представлять Новую Зеландию в спорте. Дебют за сборную состоялся в 2022 году на Кубке наций ОФК — главном турнире в мини-футболе Океании, где Новая Зеландия стала победителем, одолев в решающем матче Соломоновы Острова (6:2). Антаманов при этом был отмечен наградой как лучший вратарь турнира.
На следующем Кубке наций 2023 года Новая Зеландия вновь добыла победу, которая позволила сыграть команде на чемпионате мира 2024 года в Узбекистане. Антаманов на турнире вновь был признан лучшим вратарём.
По состоянию на март 2024 года провёл за Новую Зеландию 12 матчей, в которых забил 1 гол.

## Личная жизнь
Вырос в многодетной семье, средний из троих братьев. Женат.
Получил два высших образования, окончив Красноярский государственный педагогический университет по направлению «учитель физики» и пройдя курсы по маркетингу в Новой Зеландии. По состоянию на октябрь 2024 года учился в университете Окленда по направлению «философия и античная история».

## Достижения
- Победитель Кубка наций ОФК: 2022, 2023
- Лучший вратарь Кубка наций ОФК: 2022, 2023
- Лучший игрок в мини-футбол в Новой Зеландии: 2021
- Лучший вратарь чемпионата Новой Зеландии: 2016[9], 2018[10], 2020[11]
- Чемпион Новой Зеландии: 2018